# Юкка нитчатая
Юкка нитчатая (лат. Yucca filamentosa) — многолетнее вечнозеленое однодомное почти бесстебельное с деревянистым основанием растение, вид рода Юкка семейства Спаржевые (Asparagaceae).

## Описание
Многолетний вечнозелёный кустарник.
Листья линейно-ланцетные, плоские, прикорневые, растущие из розетки, сине-зелёного цвета, длиной от 30 до 90 см и шириной 2—4 см, с резко заострённой мягкой или твердой верхушкой. По краям листьев свисают нити, которые со временем могут опадать.
Соцветие — метелка высотой от 1 до 3(4) м. Цветки сливочно-белые, желтовато-белые или белые с зеленоватым оттенком, поникающие, от 5 до 8 см длиной, лепестков 6.
Плод — сухая округлая коробочка размером 4—5 × 2 см. Семена чёрного цвета, тонкие, 6 мм в диаметре.

## Распространение и экология
Ареал вида охватывает восток и юго-восток США от штата Мэриленд и Нью-Хэмпшир на севере, штата Флорида на юге и до штатов Теннесси, Миссисипи (Небраска, Техас) на западе.
Произрастает на сухих, песчаных почвах вдоль побережья или каменистых местообитаниях, на полях, вдоль обочин дорог и в других открытых местах.
Цветки появляются в конце весны — начале лета. Светолюбивый ксерофит и мезотроф.
В природе цветки опыляются юкковой молью (Tegeticula yucasella) и похожими видами из рода Tegeticula и Parategeticula из семейства Prodoxidae. Самки юкковых молей скатывают пыльцу в шарик, который переносят ночью в другой цветок. Проникнув в другой цветок, самка вначале откладывает яйца в завязь, после чего целенаправленно помещает комок пыльцы на воспринимающую поверхность рыльца пестика. Личинки молей питаются развивающимися семенами, поскольку личинки созревают прежде чем съедят все семена, то от 60 до 80 % семян сохраняют всхожесть. Если в плоде развивается слишком много личинок молей, растение сбрасывает плоды. В Европе растение не плодоносит из-за отсутствия юкковой моли, получение плодов возможно при искусственном опылении.
Размножение: семенами, корневыми отпрысками, стеблевыми и корневыми черенками. Посев семян производят рядками или вразброс, в легкую песчаную землю с заделкой песком или легкой землёй на глубину 1—2 см.

## Значение и применение
В США волокна юкки нитчатой по сей день добавляют к хлопку при производстве джинсов — это повышает устойчивость джинсов к износу. Также волокна юкки нитчатой используют при производстве канатных верёвок и бумаги.
В качестве декоративного растения выращивается во всех частях света. Юкка нитчатая способна расти и зимовать в Подмосковье и средней полосе России. В средней полосе России не рекомендуется оставлять юкку без зимнего укрытия. Молодые растения особенно чувствительны к избытку влаги зимой. Зона морозостойкости USDA: 5—10

### Применение в народной медицине
Индейские племена использовали Юкку нитчатую в медицине, делали веревки, из корней делали мыло. Мазь из измельчённых корней использовалась для лечения растяжений и ран на коже.